# Armisticio de Padua

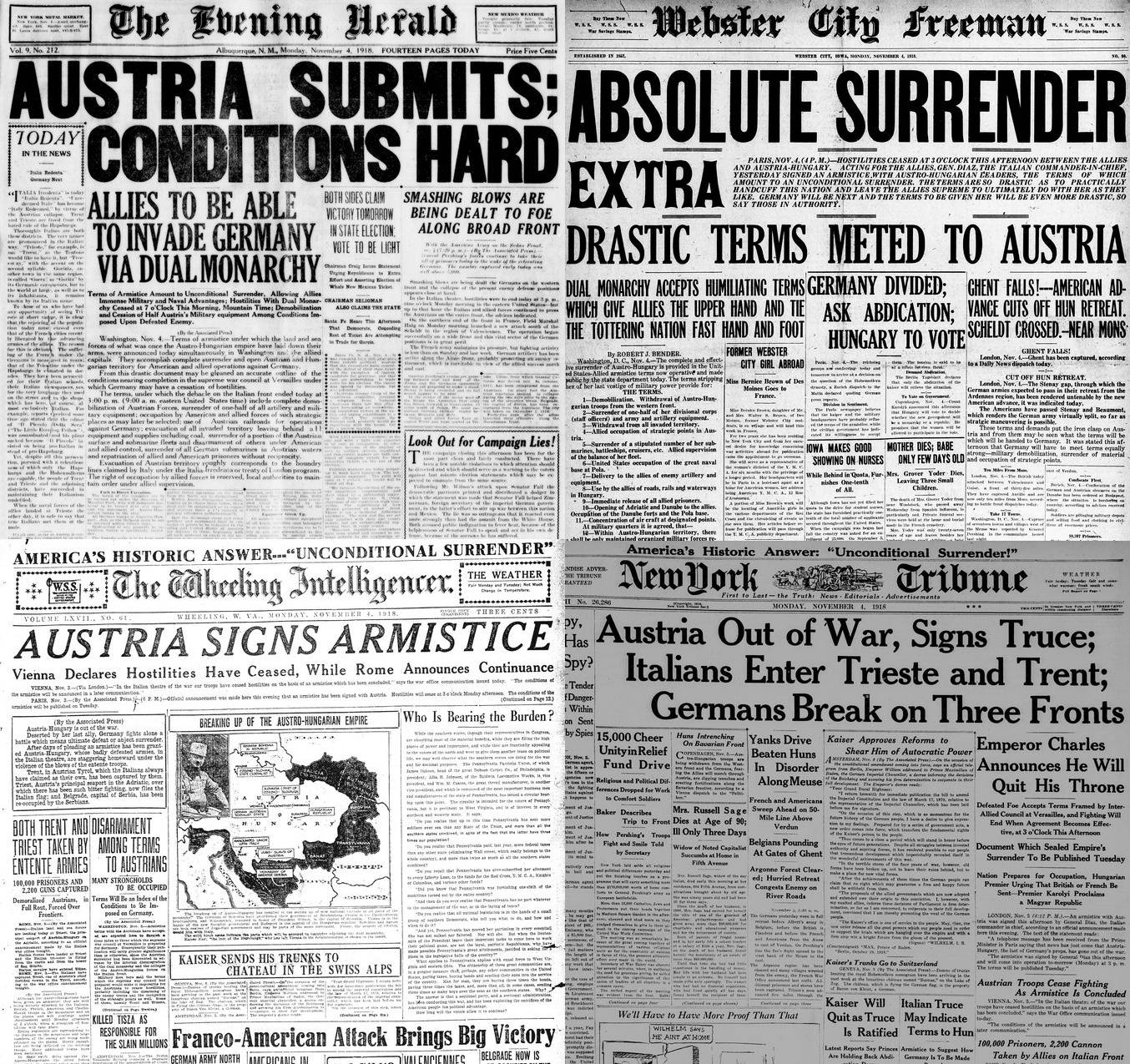
Periódicos de la época registrando el Armisticio de Padua

El armisticio de Padua fue el que firmó el Imperio austrohúngaro con la Entente al final de la Primera Guerra Mundial en la ciudad italiana del mismo nombre el 3 de noviembre de 1918.

## Negociaciones
A comienzos de noviembre de 1918, ante la rendición búlgara (29 de septiembre de 1918) y la liberación de Serbia (Belgrado fue liberado el 1 de noviembre de 1918), el alto mando austrohúngaro envió al general Von Weber a Italia a tratar un alto el fuego. Los mandos italianos le comunicaron sus condiciones y le concedieron hasta el 3 de noviembre para darles una respuesta sobre las mismas. Las condiciones consistían en la evacuación de los territorios ocupados por el imperio, el desarme de este, la liberación de los prisioneros de guerra que tuviese en cautividad en un plazo de ocho días y el permiso para utilizar el territorio imperial para atacar a Alemania. Los Aliados exigían además la retirada de las tropas austrohúngaras allende los Alpes, tras la línea que unía el puerto del Brennero con el monte Toblach, los Alpes cárnicos, el monte Tarvis, los collados de Polberdo, Podlaniscam e Idria y Volosca. Luego añadieron a estos territorios Dalmacia y las islas del Adriático, que debían ocupar tropas italianas hasta la firma de la paz.
El desarme incluía la entrega de la artillería en ciertos puntos que se designaban para tal fin, la concentración y entrega de la flota en Pola y de la aviación.
Von Weber solicitó a sus superiores en Baden una pronta respuesta, mientras que las noticias de Budapest hablaban de la separación de Hungría y de la próxima rendición de sus tropas. El principal punto de desacuerdo entre las partes fue el que exigía al imperio permitir el paso de tropas para atacar Alemania, algo que el emperador había prometido a su homólogo alemán que nunca sucedería. Ante el caos en el que se estaba sumiendo el imperio, Carlos acabó claudicando y accediendo a las condiciones que le exigían los vencedores la noche del 2 de noviembre, en el consejo real que debatió el documento.
Las condiciones fueron aceptadas el 3 de noviembre de 1918, actuando el general Armando Diaz en nombre de los Aliados. Los combates debían cesar en las treinta y seis horas siguientes a la firma, pero los austrohúngaros dieron la orden correspondiente de inmediato. En esas horas, hasta el mediodía del 4 de noviembre, los italianos aprovecharon para alcanzar Trieste y hacer cuatrocientos setenta mil prisioneros.
En los Balcanes, donde estaban a punto de comenzar las conversaciones de paz con los representantes del nuevo gobierno húngaro, la noticia de la firma del armisticios llegó el 5 de noviembre.

## Condiciones del armisticio
El mando austrohúngaro permitía la ocupación de los puntos que la Entente considerase estratégicos para su futura ofensiva contra Alemania, que se preparaba y debía avanzar hacia Múnich.